# As Dreamers Do
Pour plus de détails, voir Fiche technique et Distribution.
As Dreamers Do est un film biographique indépendant américain réalisé par Logan Sekulow, sorti en 2014.

## Synopsis
La jeunesse de Walt Disney et ses débuts au cinéma.

## Fiche technique
- Titre original : As Dreamers Do
- Réalisation : Logan Sekulow
- Scénario : Wendy Ott
- Costumes : Allison Spears
- Musique : Jon Schneck (en) et Dillon Spears
- Production : William Haynes
- Pays de production :  États-Unis
- Langue : anglais
- Durée : 90 minutes
- Format : Couleurs
- Genre : Biopic
- Dates de sortie : 
  - États-Unis : 13 mai 2014

## Distribution
- Olan Rogers : Walt Disney
- Mark Stuart : Elias Disney
- Ryan Dunlap (en) : Roy Disney
- William Haynes : Ub Iwerks
- Jon Schneck (en) : Ray Kroc
- Travis Tritt (en) : le narrateur
- Isaiah Stratton : Fred Harman
- Denny Brownlee : Doc Sherwood
- Tyler Hayes : Flora Disney
- Greg Wilson : Frank Newman
- Mark Gullickson : McCrum